# 항공함대 (독일)
나치 독일 루프트바페의 항공함대(독일어: Luftflotte 루프트플로테[*])은 작전급 조직 편제 중 하나로 항공관구와  항공군단 사이에 자리한다.
제1~3까지의 루프트바페 집단사령부(Luftwaffengruppenkommando)가 1939년 2월 동안 항공함대로 재편성되었다.

## 부대  목록
- 제1항공함대 (Luftflotte 1); 1939년 2월 1일 ~ 1945년 4월 16일
- 제2항공함대 (Luftflotte 2); 1939년 2월 1일 ~ 1944년 9월 27일
- 제3항공함대 (Luftflotte 3); 1939년 2월 1일 ~ 1944년 9월 26일, 루프트바페 서부사령부로 재편성됨.
- 제4항공함대 (Luftflotte 4); 1939년 3월 18일 ~ 1945년 4월 21일
- 제5항공함대 (Luftflotte 5); 1940년 4월 12일 ~ 1944년 9월 16일
- 제6항공함대 (Luftflotte 6); 1943년 5월 5일 ~ 1945년 5월 8일
- 제10항공함대 (Luftflotte 10) (보충훈련부대); 1944년 ~ 1945년
- 라이히 항공함대 (Luftflotte Reich); 1944년 2월 5일 ~ 1945년 5월 8일

## 전투 서열

### 1939년
- 제1항공함대 - 독일 동북부
- 제2항공함대 - 독일 서북부
- 제3항공함대 - 독일 동서부
- 제4항공함대 - 독일 동남부, 오스트리아

### 1940년
- 제1항공함대 - 폴란드
- 제2항공함대 - 네덜란드, 벨기에, 독일 북부
- 제3항공함대 - 프랑스, 룩셈부르크, 독일 중부
- 제4항공함대 - 오스트리아, 체코
- 제5항공함대 - 노르웨이, 덴마크

### 1942년
- 제1항공함대 - 러시아 북부 전구
- 제2항공함대 - 지중해(북아프리카, 이탈리아 남부, 그리스)
- 제3항공함대 - 프랑스, 네덜란드, 벨기에
- 제4항공함대 - 흑해해안, 우크라이나, 캅카스
- 제5항공함대 - 노르웨이, 핀란드
- 제6항공함대 - 러시아 중부 전구, 벨라루스

### 1944년
- 제1항공함대 - 발트 해안
- 제2항공함대 - 이탈리아 북부
- 제3항공함대 - 프랑스, 벨기에, 네덜란드
- 제4항공함대 - 헝가리, 유고슬라비아, 벨기에, 루마니아
- 제5항공함대 - 노르웨이, 핀란드
- 제6항공함대 - 러시아 중부 전구, 벨라루스
- 라이히 항공함대 - 도이칠란드
- 제10항공함대  - 베를린

### 1945년
- 제1항공함대 - 라투아니아
- 제2항공함대 - 이탈리아 북부
- 제3항공함대 - 독일 서부, 네덜란드
- 제4항공함대 - 헝가리, 유고슬라비아
- 제5항공함대 - 노르웨이, 핀란드
- 제6항공함대 - 독일 동부
- 라이히 항공함대 - 독일 중부
- 제10항공함대 - 베를린

## 같이 보기
- 루프트바페의 조직

## 참고
- “Luftflotten” (독일어). 2020년 8월 12일에 확인함.